# Референдумы в Швейцарии (2022)
Референдумы в Швейцарии проходили 13 февраля, 15 мая, 25 сентября и 27 ноября 2022 года

## Февральские референдумы
В феврале 2022 года проводилось 4 референдума:
1. Общественная инициатива от 18 марта 2019 года «„Да“ запрету экспериментов на животных и людях — „Да“ исследовательским подходам, способствующим безопасности и прогрессу».
2. Общественная инициатива от 12 сентября 2019 года «„Да“ защите детей и молодежи от рекламы табака (дети и молодежь без рекламы табака)».
3. Факультативный референдум: поправка от 18 июня 2021 года к Федеральному закону о гербовом сборе.
4. Референдум по Федеральному закону от 18 июня 2021 года «О комплексе мер в интересах средств массовой информации».

### Результаты
| Запрет на эксперименты на животных и людях                     | 500 937   | 20,92 | 0      | 1 893 539 | 79,08 | 20+6⁄2 |  | 2 394 476 |       | 44,19     | Отвергнут |
| Ограничение рекламы табака                                     | 1 370 137 | 56,61 | 14+2⁄2 | 1 049 988 | 43,39 | 6+4⁄2  |  | 2 420 125 | 44,23 | Одобрен   |           |
| Федеральный закон о гербовом сборе                             | 882 335   | 37,33 | 1      | 1 481 112 | 62,67 | 19+6⁄2 |  | 2 363 447 | 44,02 | Отвергнут |           |
| Федеральный закон о мерах в интересах СМИ                      | 1 085 237 | 45,44 | 6+1⁄2  | 1 303 243 | 54,56 | 14+5⁄2 |  | 2 388 480 | 44,13 | Отвергнут |           |
| Источник: Федеральная канцелярия Швейцарии Federal Chancellery |           |       |        |           |       |        |  |           |       |           |           |

## Майские референдумы
15 мая было проведено три референдума:
- Введение налога на потоковые сервисы, такие как Disney+ и Netflix, которые будут финансировать местное аудио и/или аудиовизуальное производство, а также требование, чтобы не менее 30 процентов потокового контента, доступного в Швейцарии, производилось в Европе.
- Введение предполагаемого согласия на донорство органов (если иное не указано лицом или родственниками; применяется только к людям, которые умирают в больнице в отделении интенсивной терапии).
- Увеличение вклада правительства Швейцарии в пограничное агентство Frontex.

Все предложения были одобрены.
| Поправка к Федеральному закону о кинопроизводстве и кинокультуре         | 1,255,032 | 58.42 | 16+3⁄2 | 893,369 | 41.58 | 4+3⁄2 |  | 2,148,401 |       | 40.03   | Одобрен |
| Поправка к федеральному закону о трансплантации органов, тканей и клеток | 1,319,262 | 60.20 | 18+4⁄2 | 872,121 | 39.80 | 2+2⁄2 |  | 2,191,383 | 40.26 | Одобрен |         |
| Принятие постановления ЕС о европейской пограничной и береговой охране   | 1,523,003 | 71.48 | 20+6⁄2 | 607,667 | 28.52 | 0     |  | 2,130,670 | 39.98 | Одобрен |         |
| Источник: Федеральная канцелярия Швейцарии                               |           |       |        |         |       |       |  |           |       |         |         |

## Cентябрьские референдумы
25 сентября было проведено четыре референдума, в том числе один по народной инициативе:
- Народная инициатива по выращиванию сельскохозяйственных культур
- Финансирование пенсионного страхования за счет увеличения НДС
- Изменение закона о пенсионном обеспечении и страховании на случай потери кормильца
- Поправка к Федеральному закону о налоге у источника

Результаты:
| Вопрос                                                                             | За        | За    | За      | Протв     | Протв | Протв    | Недействительные голосва | Всего голосов | Зарегистрированные голоса | Явка      | Итоги     |
| Вопрос                                                                             | Голосов   | %     | Кантоны | Голосов   | %     | Кантонов | Недействительные голосва | Всего голосов | Зарегистрированные голоса | Явка      | Итоги     |
| ---------------------------------------------------------------------------------- | --------- | ----- | ------- | --------- | ----- | -------- | ------------------------ | ------------- | ------------------------- | --------- | --------- |
| Народная инициатива по выращиванию сельскохозяйственных культур                    | 1,062,674 | 37.14 | 0+1⁄2   | 1,798,962 | 62.86 | 20+5⁄2   |                          | 2,861,636     |                           | 52.27     | Отклонено |
| Финансирование пенсионного страхования за счет увеличения НДС                      | 1,570,785 | 55.07 | 15+6⁄2  | 1,281,375 | 44.93 | 5+0⁄2    |                          | 2,852,160     | 51.16                     | Одобрено  |           |
| Изменение закона о пенсионном обеспечении и страховании на случай потери кормильца | 1,443,075 | 50.57 | 12+5⁄2  | 1,410,759 | 49.43 | 8+1⁄2    |                          | 2,130,678     | 52.18                     | Одобрено  |           |
| Поправка к Федеральному закону о налоге у источника                                | 1,316,045 | 47.99 | 8+4⁄2   | 1,426,257 | 52.01 | 12+2⁄2   |                          | 2,742,302     | 51.70                     | Отклонено |           |